# Festival Internacional de Cinema de Saix
El Festival Internacional de Cinema de Saix és un esdeveniment cultural que se celebra des de 2006 anualment a la ciutat de Saix (Alt Vinalopó), on s'exposen curtmetratges i llargmetratges realitzats en l'esfera nacional i internacional. Les projeccions s'exhibeixen al Casa-Museu Alberto Sols, on també es realitzen activitats paral·leles.
Aquest esdeveniment desenvolupa activitats, com ara, cursos en diverses disciplines, un concurs internacional de curtmetratges obert a tots els països, formats, tipus i gèneres, exposició de conferències per experts en cinema, espectacles com a concerts de bandes sonores amb muntatges visuals, homenatges a professionals del mitjà o projeccions de pel·lícules gratuïtes.
El Festival Internacional de Cinema de Saix naix de l'Associació Cinematogràfica i Audiovisual de Saix sota la direcció del cineasta Miguel Herrero Herrero. Des de la seua creació, compta amb el suport de l'Ajuntament de Saix i d'entitats com la Generalitat Valenciana, Cultur Arts, la Universitat Miguel Hernández d'Elx i la Diputació d'Alacant.